# McLain Ward
McLain Ward (Brewster, 17 de octubre de 1975) es un jinete estadounidense que compite en la modalidad de salto ecuestre.
Participó en seis Juegos Olímpicos de Verano, entre los años 2004 y 2024, obteniendo en total cuatro medallas en la prueba por equipos: oro en Atenas 2004 (junto con Peter Wylde, Elizabeth Madden y Chris Kappler), oro en Pekín 2008 (con Laura Kraut, Will Simpson y Elizabeth Madden), plata en Río de Janeiro 2016 (con Kent Farrington, Lucy Davis y Elizabeth Madden), plata en Tokio 2020 (con Laura Kraut y Jessica Springsteen) y plata en París 2024 (con Laura Kraut y Karl Cook).
Ganó tres medallas en el Campeonato Mundial de Saltos Ecuestres entre los años 2006 y 2018, y cinco medallas en los Juegos Panamericanos entre los años 2011 y 2023.

## Palmarés internacional
| Juegos Olímpicos     | Juegos Olímpicos        | Juegos Olímpicos  | Juegos Olímpicos |
| Año                  | Lugar                   | Medalla           | Categoría        |
| -------------------- | ----------------------- | ----------------- | ---------------- |
| 2004                 | Atenas (Grecia)         | Medalla de oro    | Por equipos      |
| 2008                 | Hong Kong (China)       | Medalla de oro    | Por equipos      |
| 2016                 | Río de Janeiro (Brasil) | Medalla de plata  | Por equipos      |
| 2020                 | Tokio (Japón)           | Medalla de plata  | Por equipos      |
| 2024                 | París (Francia)         | Medalla de plata  | Por equipos      |
| Campeonato Mundial   |                         |                   |                  |
| Año                  | Lugar                   | Medalla           | Categoría        |
| 2006                 | Aquisgrán (Alemania)    | Medalla de plata  | Por equipos      |
| 2014                 | Caen (Francia)          | Medalla de bronce | Por equipos      |
| 2018                 | Tryon (Estados Unidos)  | Medalla de oro    | Por equipos      |
| Juegos Panamericanos |                         |                   |                  |
| Año                  | Lugar                   | Medalla           | Categoría        |
| 2011                 | Guadalajara (México)    | Medalla de oro    | Por equipos      |
| 2015                 | Toronto (Canadá)        | Medalla de oro    | Individual       |
| 2015                 | Toronto (Canadá)        | Medalla de bronce | Por equipos      |
| 2023                 | Santiago (Chile)        | Medalla de oro    | Por equipos      |
| 2023                 | Santiago (Chile)        | Medalla de bronce | Individual       |